# Biblioteca General Histórica (Universidad de Salamanca)
La Biblioteca General Histórica de la Universidad de Salamanca está situada en el edificio de las Escuelas Mayores de la ciudad de Salamanca (España), y es la más antigua biblioteca de la universidad salmantina, siendo también la biblioteca universitaria más antigua de España y de Europa, fundada en 1254 por Alfonso X el Sabio, rey de Castilla y León.

## Descripción e historia
La portada de acceso a la biblioteca, de estilo gótico, está situada en el claustro alto del edificio de las Escuelas Mayores, y fue labrada en piedra por los mismos artistas que esculpieron la portada de la Catedral Nueva de Salamanca, y la reja de hierro colocada junto a dicha portada y destinada a cerrar el acceso a la biblioteca data de 1526.

La gran sala que ocupa la biblioteca sufrió una profunda transformación en 1749, aunque otros autores afirman que fue edificada en dicho año por el arquitecto José Isidro siguiendo las trazas de Andrés García de Quiñones, y está cubierta por una bóveda de lunetos y poligonal en sus extremos.

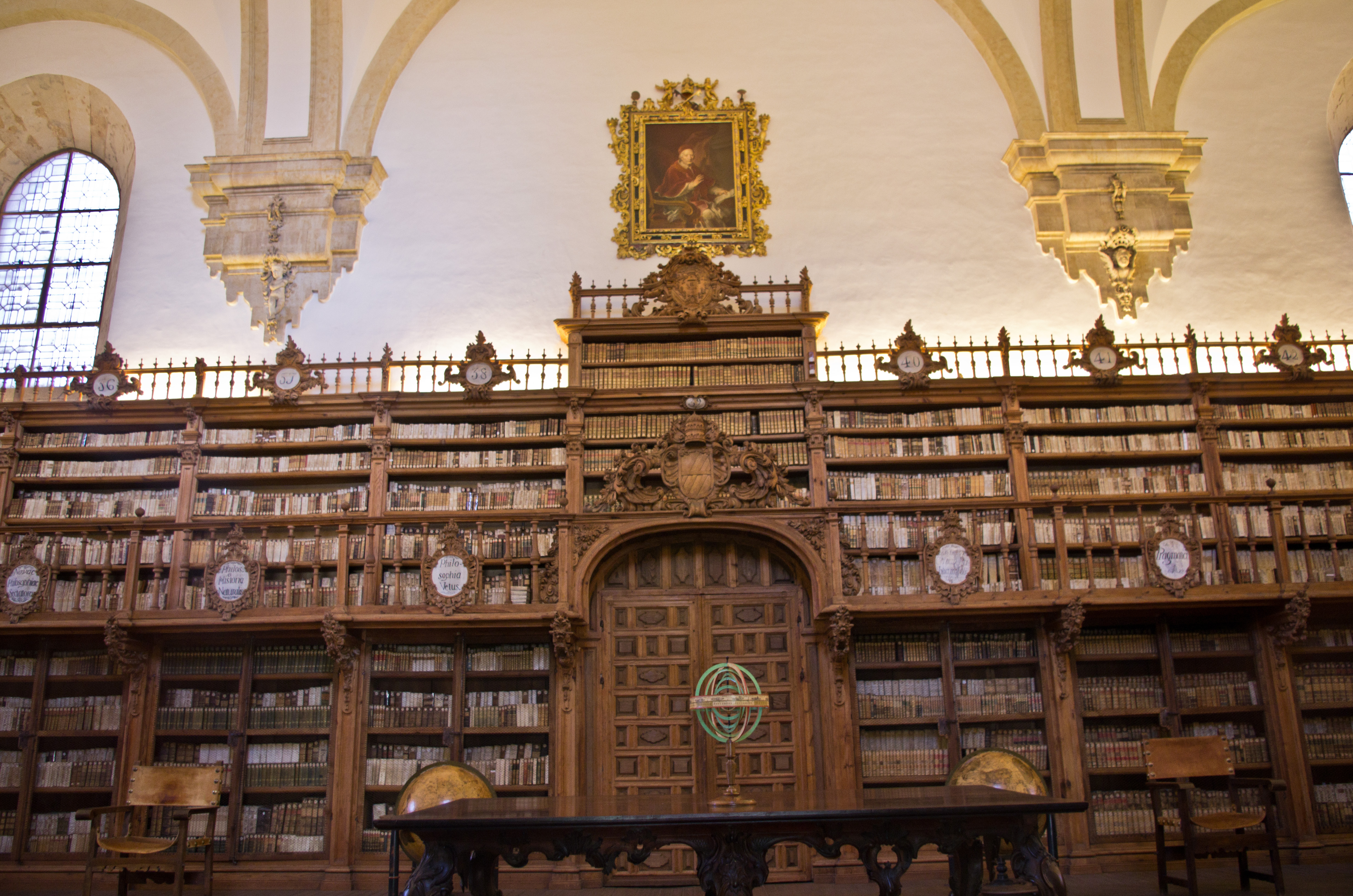
Vista general de la Biblioteca General Histórica.

Además, las estanterías de madera destinadas a acoger los libros están dispuestas en dos pisos superpuestos y fueron labradas en estilo barroco «muy fastuoso», según el experto Rodríguez Gutiérrez de Ceballos, por el maestro Miguel Martínez siguiendo el diseño elaborado por el célebre arquitecto Manuel de Lara Churriguera, y la distribución de los libros depositados en la sala fue planeada por Francisco Pérez Bayer.
Las esferas armilares colocadas en la biblioteca actualmente fueron adquiridas por Diego de Torres Villarroel en Inglaterra, Holanda y Alemania, y fueron colocadas en el lugar que ahora ocupan en 1758. Sin embargo, la biblioteca moderna de la Universidad, la sala de lectura y la hemeroteca están ubicadas en otras galerías del claustro alto de las Escuelas Mayores.
En 2006 la biblioteca pasó a llamarse Biblioteca General Histórica de la Universidad de Salamanca.

## Fondos
Entre los fondos de la Biblioteca sobresalen numerosos manuscritos e incunables, el Archivo de la Universidad de Salamanca y también numerosos libros antiguos de extraordinario valor bibliográfico. Entre los manuscritos conservados en la Biblioteca sobresalen el Liber Canticorum de la reina Doña Sancha, de mediados del siglo XI, y el Libro de buen amor, del arcipreste de Hita.